# Азиатский муравей-портной

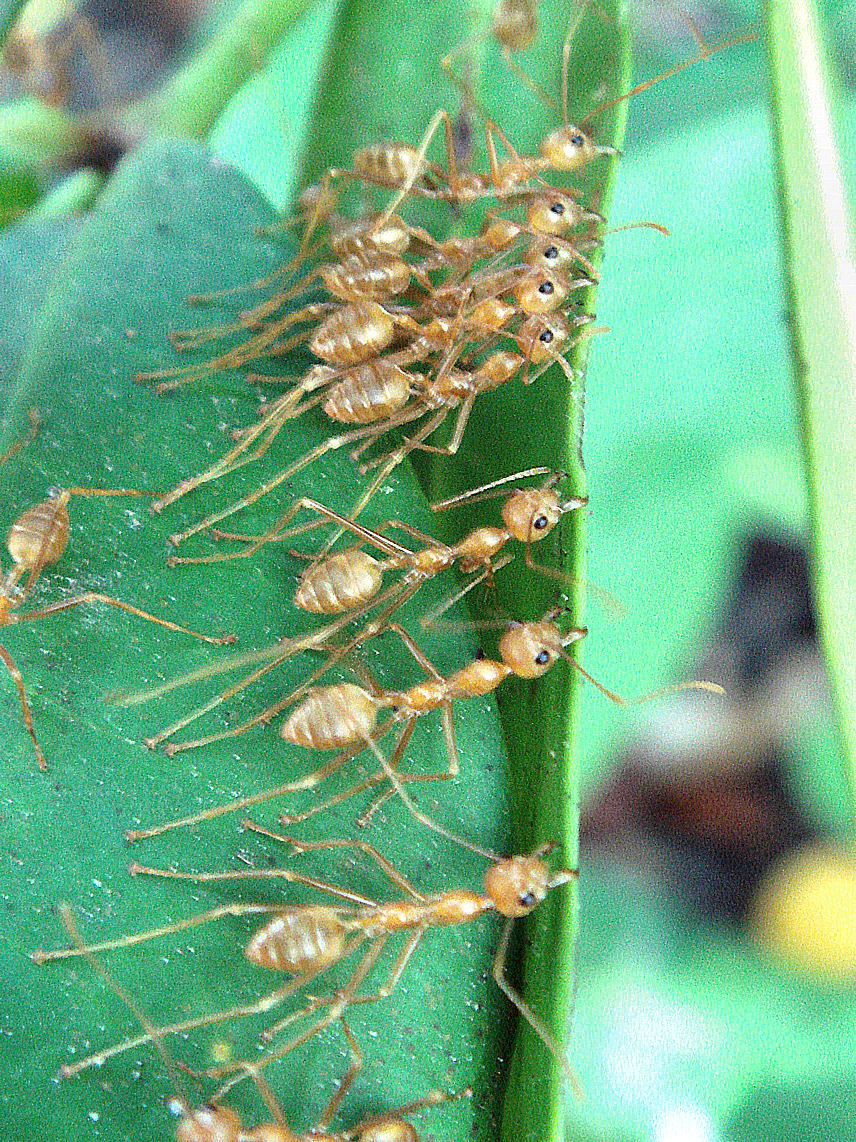
Стягивание листьев при постройке гнезда

Азиатский муравей-портной (лат. Oecophylla smaragdina) — вид муравьёв-портных, приспособленных к обитанию на деревьях.

## Распространение
Встречаются в тропиках и субтропиках: Южная Индия, Юго-Восточная Азия (в том числе: Таиланд, Вьетнам, Малайзия, Филиппины, Новая Гвинея, Индонезия), Австралия.
Молекулярным анализом обнаружены две гаплогруппы: западная (Индия и Шри-Ланка) и восточная (Юго-Восточная Азия) с границей, проходящей в Бангладеш.

## Описание
Зелёного цвета муравьи (отсюда их название green ant, green tree ant), грудка и ноги светло-коричневые, брюшко может быть оранжево-красным. Строят гнёзда на деревьях, соединяя их из листьев, которые они скрепляют паутинными нитями своих личинок. Одна колония может контролировать территорию до 1500 м², занимая более 10 деревьев и размещаться в 150 гнёздах. Общая численность одной семьи составляет от 100 000 до 500 000 рабочих муравьёв.
Длина зеленовато-коричневых маток 20-25 мм, длина крупных рабочих 8-10 мм, мелких рабочих — 4-5 мм. Исследование морфометрии и пропорций тела показало, что большие рабочие оказались аллометрически ближе к маткам, чем к мелким рабочим
На муравьях Oecophylla smaragdina обнаружены паразитические грибки рода Ophiocordyceps (O. oecophyllae).

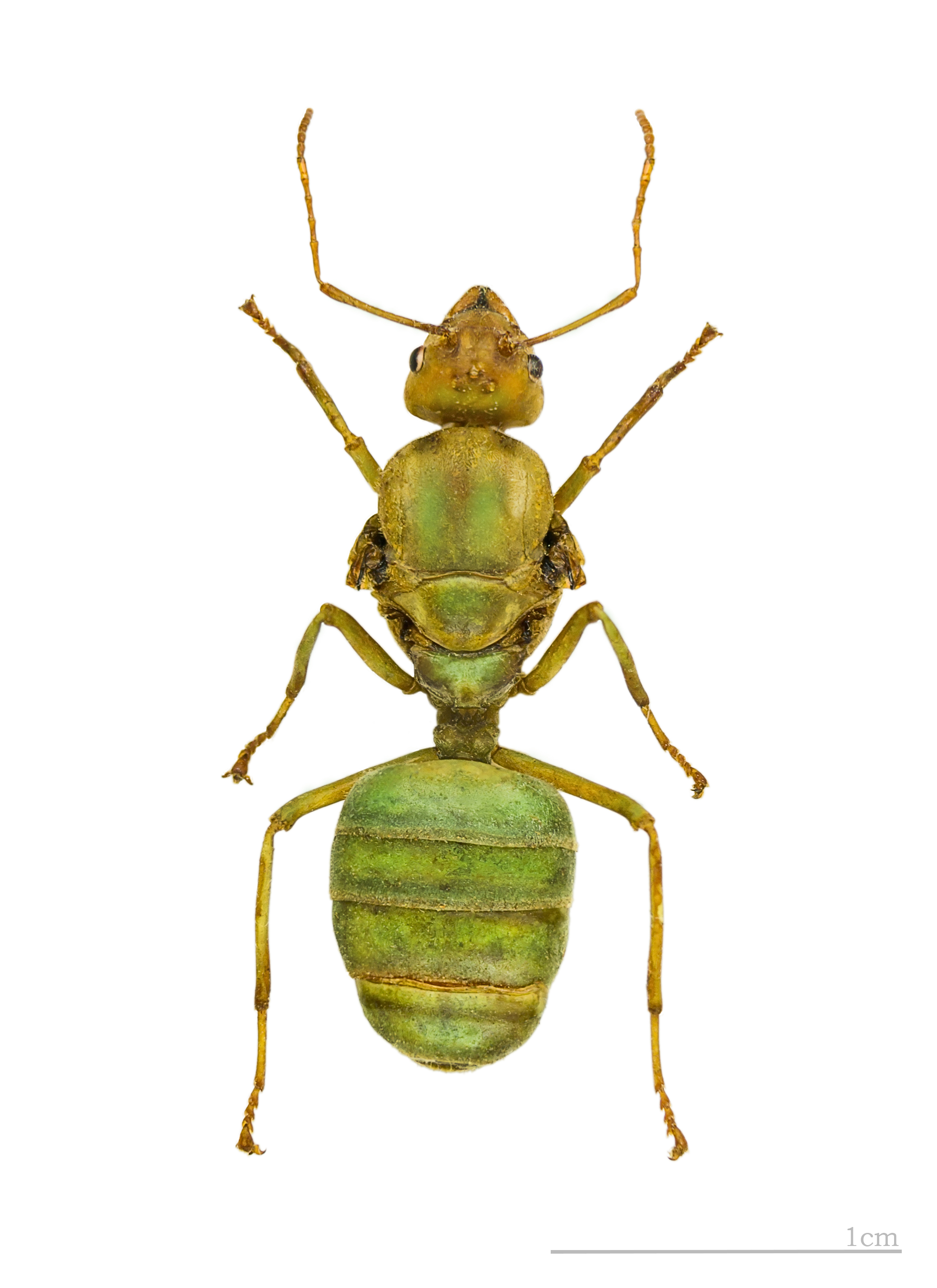
Матка азиатского муравья-портного
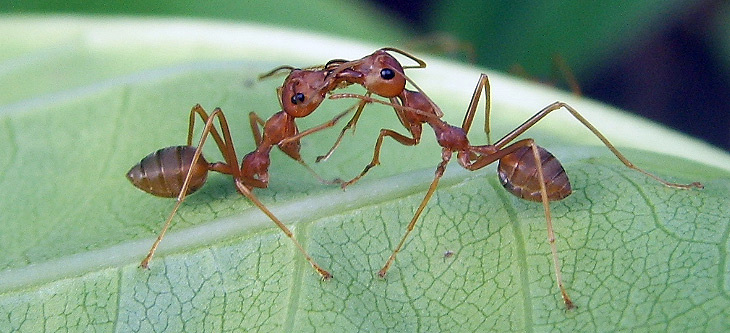
Обмен жидкой пищей (трофаллаксис) двух азиатских муравьёв-портных
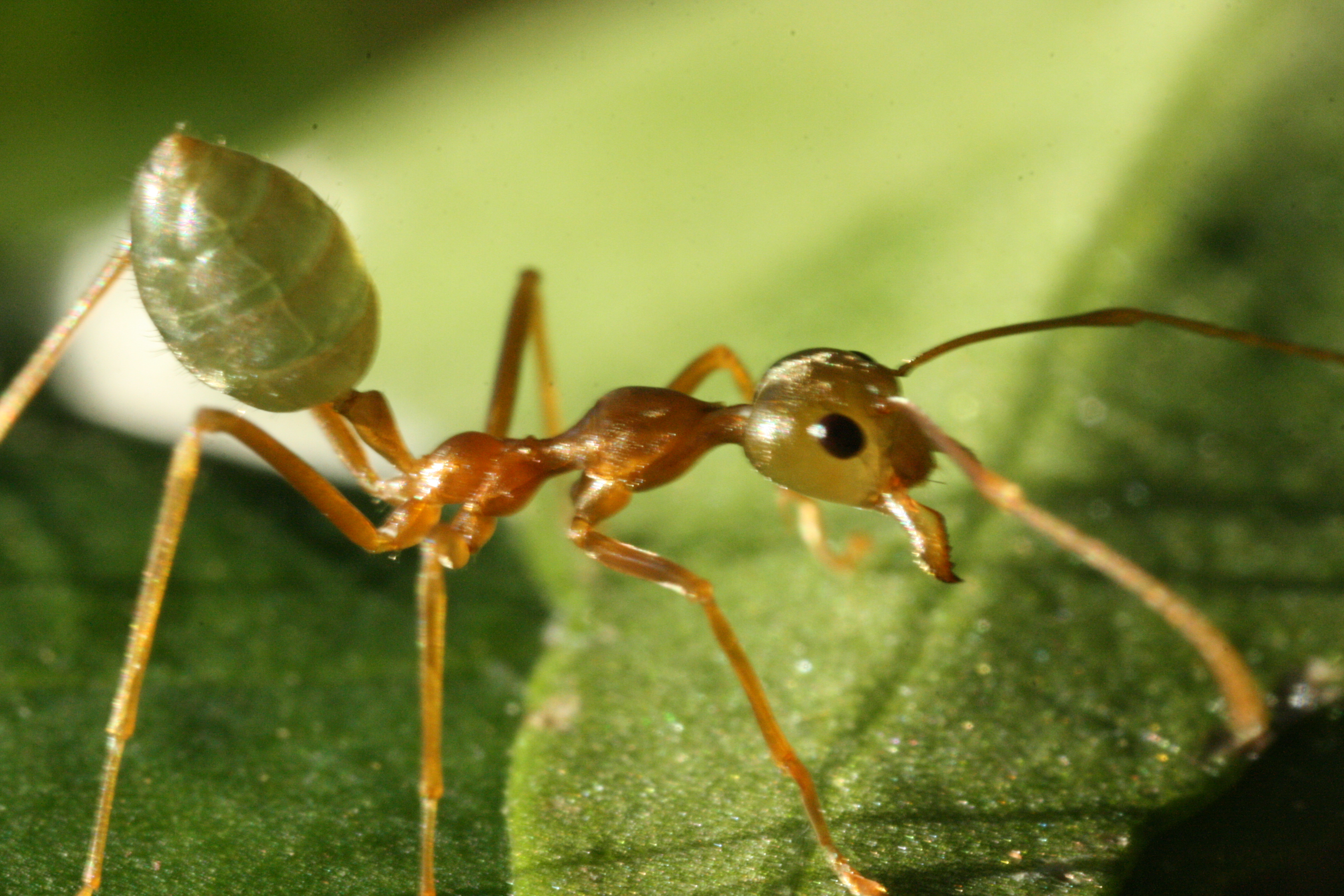
Азиатский муравей-портной

## Значение
Агрессивные хищники, потребляющие многие виды беспозвоночных. Способны защищать многие виды древесных насаждений от вредителей.
Личинки и куколки этих муравьёв используются местным населением для кормления домашних птиц и на рыбалке, а также в традиционной медицине в Таиланде и Индонезии. Некоторые сборщики муравьёв набирают до 200 кг этих насекомых в год и зарабатывают до 12 долларов в день в летние сезоны.
В различных частях Южной (Индия) и Юго-Восточной Азии (Бирма, Таиланд) паста из зеленых муравьёв-ткачей (Oecophylla smaragdina) служит приправой к овощному (или мясному) блюду карри. Предпочтение отдается как личиночной, так и взрослой стадии, их едят либо сырыми, либо превращают в «чатни», смешивая их с пряными ингредиентами. Личинки муравьёв-ткачей содержат значительное количество фенолов и флавоноидов, сравнительно выше, чем количество фенолов у взрослых муравьев-ткачей. Муравьи могут служить пищевой добавкой для борьбы с окислительным стрессом и заменой некоторых обычных пищевых продуктов. Яйца и личинки муравьёв-ткачей, так же как и их взрослые особи используются при приготовлении тайского салата «yum» (ยำ), в блюдах под названием «yum khai mod daeng» (ยำไข่มดแดง) или салат из яиц красных муравьёв (блюдо происходит из региона Issan на северо-востоке Таиланда). Муравьёв-ткачей также используют в пищу аборигены Австралии (Северный Квинсленд).
Конкурируют с насекомоядными птицами в предгорных лесах Гималаев, сокращая их разнообразие и обилие.